# Tsugaru Nobuhira
Tsugaru Nobuhira (津軽信枚?; 9 maggio 1586 – 14 gennaio 1631) è stato un daimyō giapponese del periodo Edo. Fu il secondo daimyō del dominio di Hirosaki.
Nobuhira era il terzo figlio di Tsugaru Tamenobu, capo del clan Tsugaru. Nel 1596, assieme ai fratelli Nobutake e Nobukata, si convertì al cristianesimo.
Nel 1600, durante la battaglia di Sekigahara, lui e il padre si schierarono con Tokugawa Ieyasu mentre il fratello Nobutake si schierò con Ishida Mitsunari. Questo stratagemma fu lo stesso usato dal clan Sanada per permettere al clan di continuare ad esistere indipendentemente da chi avesse vinto. Come ricompensa per il suo servizio a Nobuhira fu assegnato un feudo da 2.000 koku nella provincia di Kōzuke.
Alla morte del padre, avvenuta nel 1607, divenne capo del clan Tsugaru, contro le obiezioni di una fazione interna che supportava suo nipote Tsugaru Kumachiyo (1600–1623), figlio più giovane di Nobutake, quale erede. Questa fu una delle prime di molte dispute familiari, chiamate O-Ie Sōdō, che avvennero durante il periodo Edo. Dal 1609 al 1611 Nobuhira si affrettò per completare il castello di Hirosaki, demolendo altri castelli nei suoi domini per ottenere materiali per accelerarne la costruzione. Il castello completo, con il suo enorme dongione, era molto più grande di quelli tipici per un feudo da 47.000 koku. Per assicurare la sua posizione nei confronti dello shogunato Tokugawa, sposò la nipote di Tokugawa Ieyasu (vedova di Fukushima Masayuki), Mate-hime (1589-1638). Nobuhira era già sposato con Tatsu-hime, figlia di Ishida Mitsunari, e questa prese lo stato di concubina ed esiliata in un piccolo possedimento del clan nella provincia di Kōzuke.
Nel 1614 Nobuhira inviò le sue forze a supporto dei Tokugawa nell'assedio di Osaka, ma inizialmente gli fu ordinato di rimanere nella guarnigione a Edo prima di essere rimandato nelle sue terre per difesa contro eventuali clan alleati ai Toyotomi.
Nel giugno 1619 i Tokugawa degradarono Fukushima Masanori dal dominio di Hiroshima a quello di Hirosaki, mentre al clan Tsugaru fu ordinato di trasferirsi a Echigo. Gli Tsugaru protestarono fortemente per questo trasferimento e grazie all'assistenza dell'influente sacerdote Nankōbō Tenkai riuscirono ad evitarlo. Nel mese di agosto del 1628 Nobuhira ribattezzò il suo castello da "Takaoka" a "Hirosaki". Sviluppò anche la porta di Aomori sulla baia di Mutsu come porto principale per la spedizione a Edo e per il transito verso l'isola settentrionale di Ezo. Inoltre adottò misure per aumentare la produzione di riso nella sua provincia, sviluppando nuovi campi di riso, nuove irrigazioni e portando artigiani provenienti da altre parti del Giappone.
Nobuhira morì il 14 gennaio 1631 presso la residenza del clan a Edo. La sua tomba si trova presso il tempio di Juyo-in a Taitō, Tokyo.
Nobuhira fu succeduto dal figlio maggiore, Tsugaru Nobuyoshi, avuto dalla sua prima moglie Tatsu-hime. Nobuhira aveva nove figli e quattro figlie. Al suo secondo figlio, Tsugaru Nobufusa, avuto dalla sua seconda moglie Mate-hime, fu assegnato il dominio di Kuroishi con una rendita di 5000 koku e fu antenato del futuro daimyō del dominio.